# Hubert Kleff
Hubert Kleff (né le 4 janvier 1948 à Olsberg) est un homme politique allemand (CDU).
Kleff est membre du Landtag de Rhénanie-du-Nord-Westphalie du 8 juin 2005 au 14 mars 2012 en représentant la 125e circonscription Haut-Sauerland II-Soest III. Pendant ce temps, il est porte-parole de la politique de santé pour le groupe parlementaire CDU et porte-parole du groupe parlementaire CDU au sein de la commission des pétitions.

## éducation et profession
Après avoir étudié à l'école primaire en 1962, Hubert Kleff termine un apprentissage de commis à la sécurité sociale. Il est libéré de son travail en tant que chef de département à AOK Westfalen-Lippe pour la durée de son mandat au Landtag.

## Famille
Hubert Kleff est marié.

## Parti politique
En 1979, Hubert Kleff rejoint la CDU dans le but d'être actif dans la politique locale. De 1981 à 1991, il siège pour la CDU au conseil municipal d'Olsberg, de 1984 à 2004, il est membre du conseil de l'arrondissement du Haut-Sauerland et de 1994 à 2004 administrateur adjoint de l'arrondissement.
Il est membre du Syndicat chrétien-démocrate des travailleurs (CDA) en tant que vice-président de l'association du district de Sauer-Siegerland et est membre du syndicat de ver.di.